# Jiří Skobla
Jiří Skobla (6. dubna 1930 Praha – 18. listopadu 1978 Praha) byl český atlet – koulař a reprezentant Československa. V roce 1956 na letních olympijských hrách v Melbourne získal bronzovou medaili ve vrhu koulí.
Ještě v roce 1977 se stal na II. Mistrovství světa veteránů ve Švédském Göteborgu mistrem světa v kategorii nad 45 let, kam vycestoval mj. společně s reprezentačními kolegy diskařem Daňkem (stříbro), výškařem Brzobohatým (4. místo) a svým trenérem Otakarem Vodičkou.
Skobla zemřel na rakovinu jater. Výsledky pitvy nejsou známy, ale existuje domněnka, že smrt mohla souviset s užíváním steroidů. Michal Polák z Antidopingového výboru ČR ho uvádí jako příklad sportovce, který užívání anabolik zaplatil životem. Jeho urna je uložena v kolumbáriu v urnovém háji Krematoria Strašnice.